# Европско првенство у атлетици за јуниоре 2009 — 10.000 метара за јуниоре
Такмичење у трчању на 10.000 метара у мушкој конкуренцији на на 20. Европском првенству у атлетици за јуниоре 2009. у Новом Саду одржано је 23. јула 2009. на Стадиону Карађорђе.
Титулу освојену у Хенгело 2007, није бранио Дмитро Лашин из Украјине јер је прешао у млађе сениоре.

## Земље учеснице
Учествовало је 17 такмичара из 11 земаља.
1. Азербејџан (1)
2. Белгија (2)
3. Белорусија (1)
4. Израел (2)
5. Мађарска (1)
6. Румунија (1)
7. Русија (1)
8. Србија (1)
9. Турска (2)
10. Уједињено Краљевство (2)
11. Шпанија (3)

## Освајачи медаља
|                              |                                     |                              |
| Хајле Ибрахимов · Азербејџан | Сајмон Лосон · Уједињено Краљевство | Сергеј Платонов · Белорусија |

## Сатница
| Датум   | Време | Коло   |
| ------- | ----- | ------ |
| 23. јул | 19:10 | Финале |

## Рекорди
| Рекорди пре почетка Европског првенства 2009. | Рекорди пре почетка Европског првенства 2009. | Рекорди пре почетка Европског првенства 2009. | Рекорди пре почетка Европског првенства 2009. | Рекорди пре почетка Европског првенства 2009. | Рекорди пре почетка Европског првенства 2009. |
| Рекорди                                       | Атлетичар                                     | Земља                                         | Време                                         | Место                                         | Датум                                         |
| --------------------------------------------- | --------------------------------------------- | --------------------------------------------- | --------------------------------------------- | --------------------------------------------- | --------------------------------------------- |
| Европски рекорд У-20                          | Кристијан Леупрект                            | Италија                                       | 28:22,48                                      | Кобленц, Западна Немачка                      | 4. септембар 1990.                            |
| Рекорди европских првенстава У-20             | Кристијан Леупрект                            | Италија                                       | 29:04,06                                      | Вараждин, Југославија                         | 26. август 1989.                              |

## Резултати

### Финале
Такмичење је одржано 23. јула.
| Место | Атлетичар          | Земља                | ЛР       | ЛРС      | Резултат | Белешка |
| ----- | ------------------ | -------------------- | -------- | -------- | -------- | ------- |
|       | Хајле Ибрахимов    | Азербејџан           | 31:00,00 | 31:00,00 | 30:06,64 | НРј, ЛР |
|       | Сајмон Лосон       | Уједињено Краљевство | 30:03,90 | 30:03,90 | 30:35,62 |         |
|       | Сергеј Платонов    | Белорусија           | 31:09,68 | 31:09,68 | 30:55,92 | ЛР      |
| 4.    | Деви Грифитс       | Уједињено Краљевство | 30:30,20 | 30:30,20 | 31:14,54 |         |
| 5.    | Марио Мола         | Шпанија              | 30:59,45 | 30:59,45 | 31:18,55 |         |
| 6.    | Дитер Ванстрелс    | Белгија              | 30:01,64 | 30:01,64 | 31:35,89 |         |
| 7.    | Soufiane Bouchikhi | Белгија              | 29:58,33 | 29:58,33 | 31:46,38 |         |
| 8.    | Лајос Фаркас       | Румунија             | 31:24,69 | 31:24,69 | 31:55,55 |         |
| 9.    | Давид Кис          | Мађарска             | 31:14,14 | 31:14,14 | 32:30,22 |         |
| 10.   | Демир Озан         | Турска               |          |          | 32:40,72 | ЛР      |
| 11.   | Адриа Вила         | Шпанија              | 31:31,78 | 31:31,78 | 32:42,47 |         |
| 12.   | Андреј Кузмин      | Русија               | 30:51,91 | 30:51,91 | 32:45,93 |         |
| 13.   | Аснакев Акал       | Израел               | 31:31,67 | 31:31,67 | 33:17,16 |         |
|       | Муамер Хасановић   | Србија               | 31:52,51 | 31:52,51 | НЗ       |         |
|       | Хусеин Пак         | Турска               | 30:45,40 | 30:45,42 | НЗ       |         |
|       | Инделау Текеле     | Израел               | 30:04,21 | 30:04,21 | НЗ       |         |
|       | Јаиме Вила         | Шпанија              | 31:19,93 | 31:19,93 | НЗ       |         |

### Пролазна времена
| Дистанца | Време    | Атлетичар       | Држава               |
| -------- | -------- | --------------- | -------------------- |
| 1.000 м  | 3:05,78  | Лајос Фаркас    | Румунија             |
| 2.000 м  | 6:09,36  | Сајмон Лосон    | Уједињено Краљевство |
| 3.000 м  | 9:12,36  | Хајле Ибрахимов | Азербејџан           |
| 4.000 м  | 12:13,42 | Хајле Ибрахимов | Азербејџан           |
| 5.000 м  | 15:08,35 | Хајле Ибрахимов | Азербејџан           |
| 6.000 м  | 17:59,61 | Хајле Ибрахимов | Азербејџан           |
| 7.000 м  | 21:00,03 | Хајле Ибрахимов | Азербејџан           |
| 8.000 м  | 24:02,94 | Хајле Ибрахимов | Азербејџан           |
| 9.000 м  | 27:06,40 | Хајле Ибрахимов | Азербејџан           |